# Jakub Kornfeil

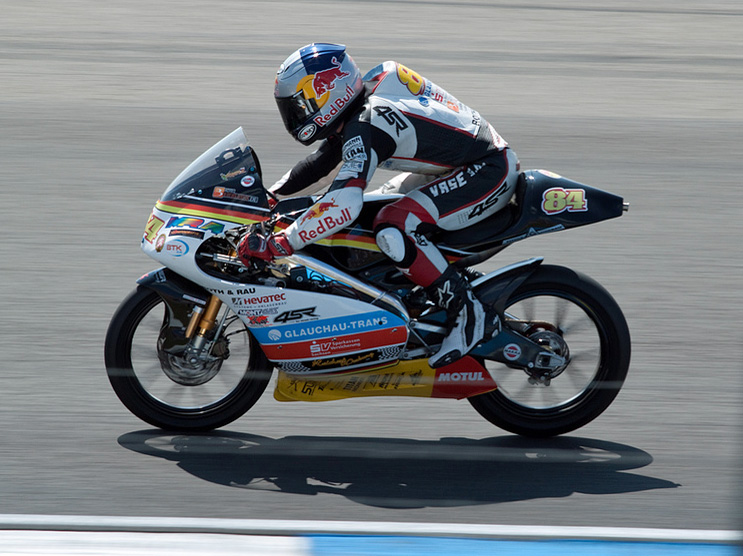
Jakub Kornfeil 2010.

Jakub Kornfeil, född 8 april 1993 i Kyjov, är en tjeckisk roadracingförare. Han tävlar sedan 2009 i världsmästerskapen i Grand Prix Roadracing och där sedan 2012 i Moto3-klassen.
Kornfeil vann Red Bull MotoGP Rookies Cup 2009 vid 16 års ålder. Han fick samma år köra fem Grand Prix i VM i 125GP. År 2010 körde han hela VM-säsongen för Racing Team Germany på en Aprilia i 125GP. 2011 bytte han team till Ongetta-Centro Seta i samma klass. Han tog 72 poäng och blev VM-tolva. 2012 ersattes 125-klassen av Moto3 och Kornfeil fortsatte för Ongetta, nu på en FTR Honda. Kornfeil tog 71 poäng och blev placerad som 15:e i VM. 2013 körde han för RW Racing, tog 68 poäng och blev elva i VM. Inför säsongen 2014 bytte Kornfeil ånyo stall. Till Calvo Team där han ersatte 2013 års världsmästare Maverick Viñales. Kornfeil blev 12:a i VM. 2015 körde han en KTM för teamet Sepang International Circuit. Han blev tvåa i Storbritanniens Grand Prix och trea i Valencias Grand Prix och totalt tolva i VM. Han fortsätter i samma team 2016 men byter motorcykel till Honda.

## Framskjutna placeringar
Uppdaterad till 2019-07-08.
| Nr | Grand Prix     | År   |
| -- | -------------- | ---- |
| 1  | Storbritannien | 2015 |
| 2  | Malaysia       | 2016 |

| Nr | Grand Prix | År   |
| -- | ---------- | ---- |
| 1  | Valencia   | 2015 |
| 2  | Tjeckien   | 2018 |
| 3  | TT Assen   | 2019 |